# Bloedbrug
De Bloedbrug is een brug in het centrum van de stad Delft, in de Nederlandse provincie Zuid-Holland. De brug is een rijksmonument en stamt uit 1940 (vernieuwd). Hij overbrugt de gracht bij de Vlamingstraat.

## Geschiedenis en naam
Over de naam van deze boogbrug bestaan twee verschillende versies. Volgens de Delftse geschiedschrijver Dirck Evertsz van Bleyswyck is de brug genoemd naar een bloedige strijd die er in 1304 tegen de Vlamingen is gestreden. Maar de brug dateert van na de uitbreiding van de stad in 1355. Ook wordt beweerd dat de naam te maken heeft met de rood geverfde lakens die de lakenververs uit de buurt er over de leuningen te drogen hingen.
Dit wijst ons iets verder in de juiste richting. Waarschijnlijker is dat de rode kleurstof die hierbij gebruikt werd, ook het water van de gracht (bloed)rood kleurde. De lakenindustrie werd immers vanwege de vervuiling van het grachtenwater die zij meebracht – die de machtige bierbrouwers hun schone water zou kosten – naar het oosten van de stad verbannen.
De brug is in 1940 vernieuwd, verbreed en in gewapend beton uitgevoerd. Wel is ze met metselwerk bekleed en gefundeerd op houten palen.